# Gelig oorzwammetje
Het gelig oorzwammetje (Crepidotus luteolus) is een schimmel behorend tot de familie Crepidotaceae. Het leeft saprotroof op takjes van loofbomen en op stengels van kruidachtige planten in loofbossen, struwelen en parken op voedselrijke, soms op voedselarme bodem. Het veroorzaakt witrot.

## Kenmerken

### Uiterlijke kenmerken
Vruchtlichamen zijn ongesteeld, zittend, aan de rand aan het substraat bevestigd. De hoed heeft een diameter van 0,2-2,5 cm, uitgestrekt of convex uitgestrekt, klokvormig, halfrond of schelpvormig. De hoedrand is geribbeld, gelobd, naar binnen gewikkeld. Het hoedoppervlak is vilt-behaard, wit of lichtgeel.
Het vlees is wit, dun, geurloos en heeft een zoete smaak.
De sporenprint is geelachtig bruin.

### Microscopische kenmerken
De sporen zijn inamyloïde, ellipsoïde in vooraanzicht, ellipsoïde naar zijaanzicht meestal amandelvormig, geelbruin in KOH, fijnkorrelig, ruw en meten 8,0–9,5 (–10,5) × 4,5–5,5 (–6,0) µm, het Q-getal = 1,55–2,10. De cheilocystidia cilindrisch tot nauw flesvormig, sterk gebogen, vaak vertakt, hyaliene, dunwandig. Het heeft een monomitisch hyfensysteem. De hyfen hebben gespen en zijn 2,5 tot 6 µm in diameter. De basidia zijn 4-sporig, meestal sterk korrelig, knotsvormig tot bijna zakvormig, 20-35 × 5,5-9 µm groot, met een gesp aan de basis.

## Verspreiding
Het komt voor in enkele Europese landen beschreven, evenals in Japan en Marokko.

## Foto's

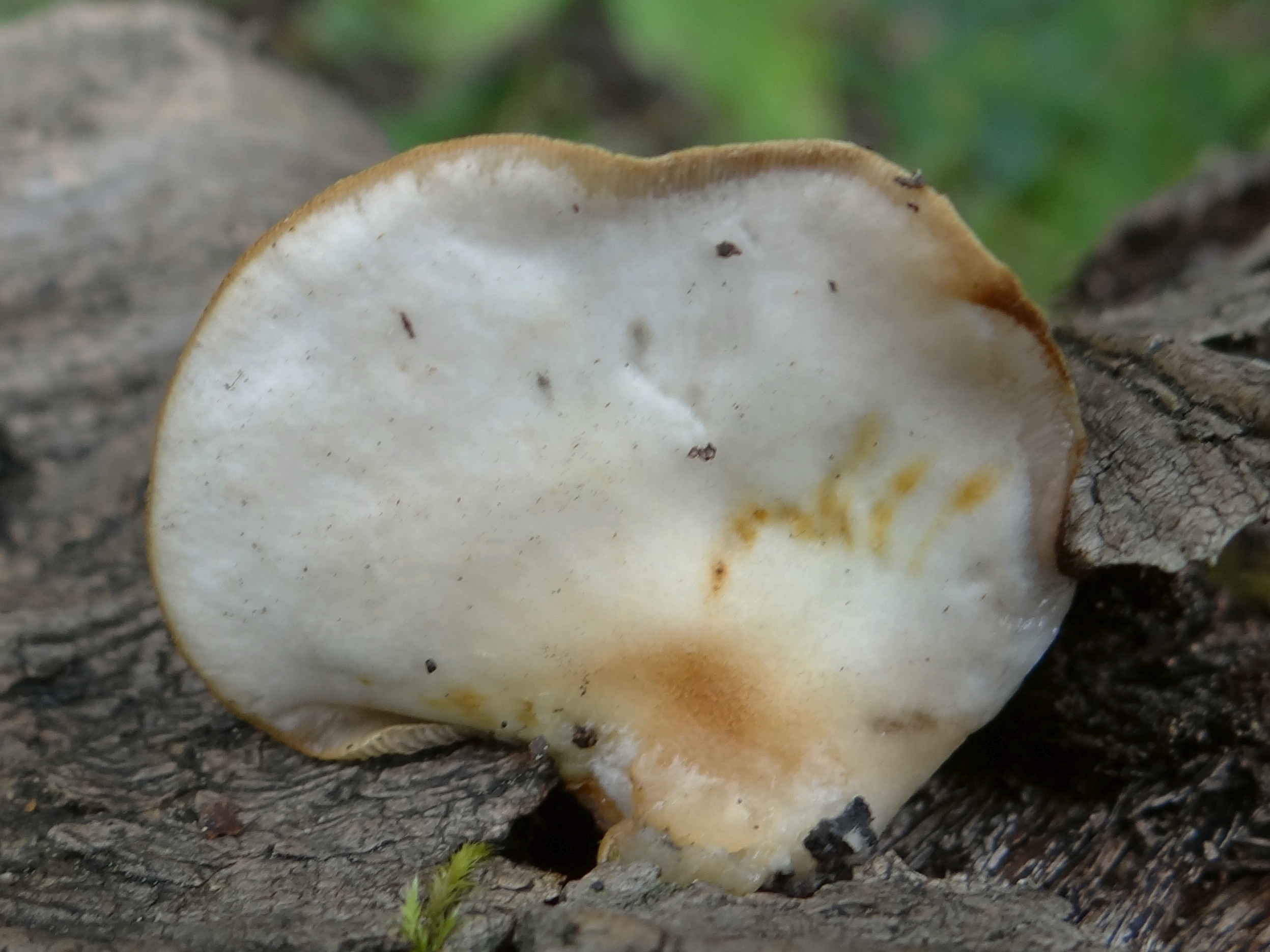
Bovenzijde
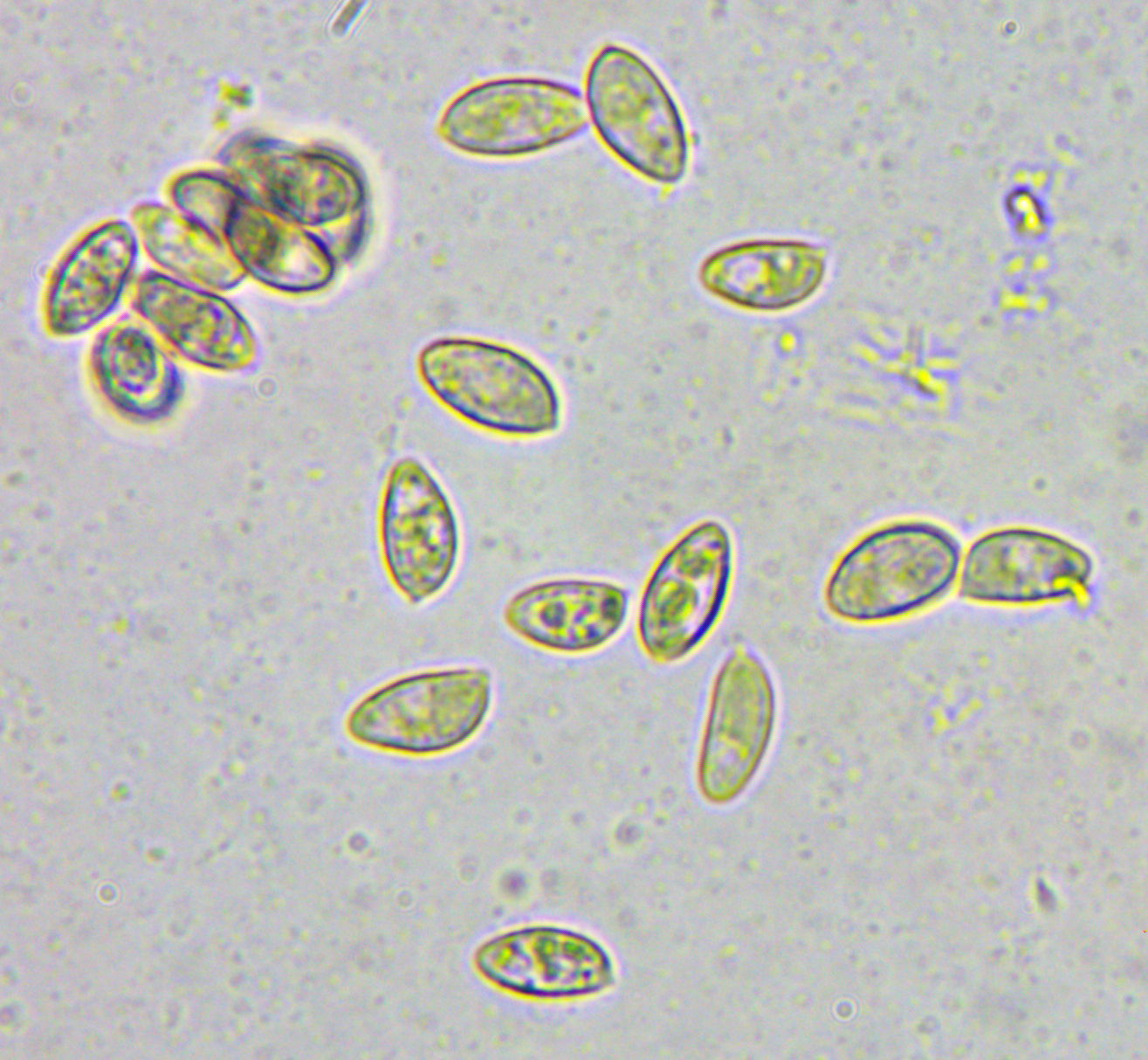
Sporen
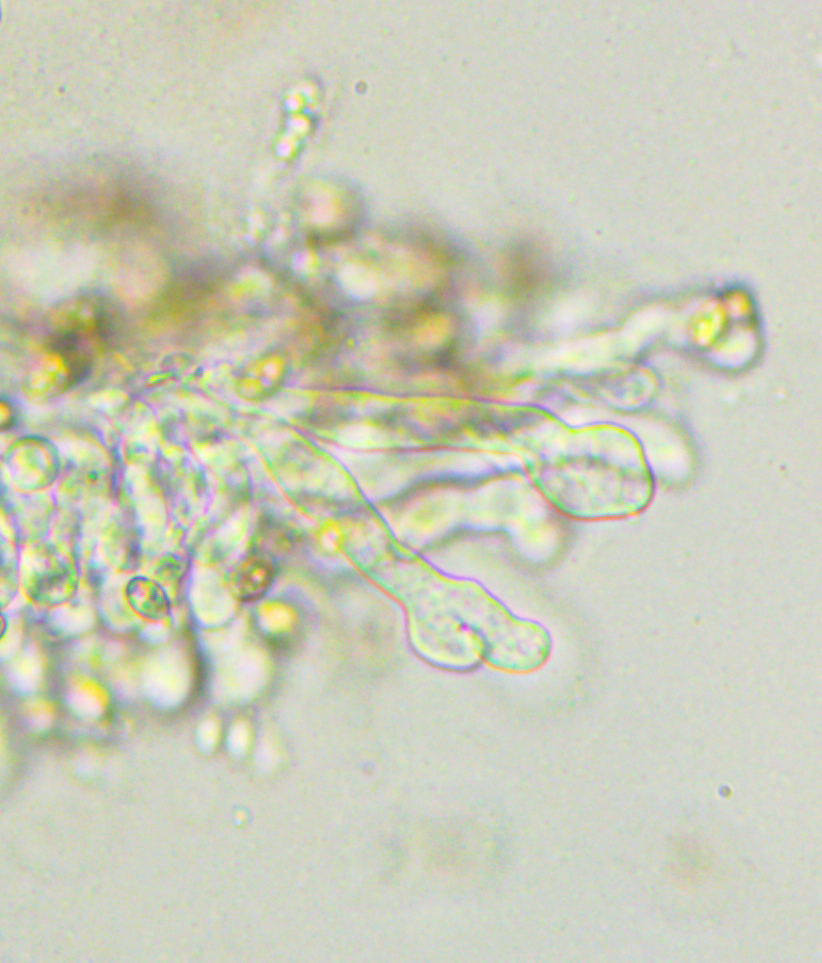
Cystidia